# Vương quốc Reman
Vương quốc Reman hoặc Vương quốc Rahman (tiếng Mã Lai: Kerajaan Reman; Jawi: كراجأن رمان; tiếng Thái: รามัน; RTGS: Raman) là một một vương quốc Malay bán độc lập nằm sâu trong phần đất liền ở phía Bắc Bán đảo Mã Lai.
Đó là một trong bảy vùng của Vương quốc Patani, một bang chư hầu tự trị của Xiêm La, giữa năm 1810 và 1902. Tuan Mansor, một thành viên của tầng lớp quý tộc Patani, lên ngôi vào năm 1810.
Lãnh thổ của tiểu bang này trải dài qua biên giới Malaysia - Thái Lan ngày nay, bao phủ Amphoe Raman thuộc tỉnh Yala ở Thái Lan, cũng như huyện Hulu Perak là một phần huyện Jeli và Upper Kelantan thuộc Malaysia.